# Санчо Панса

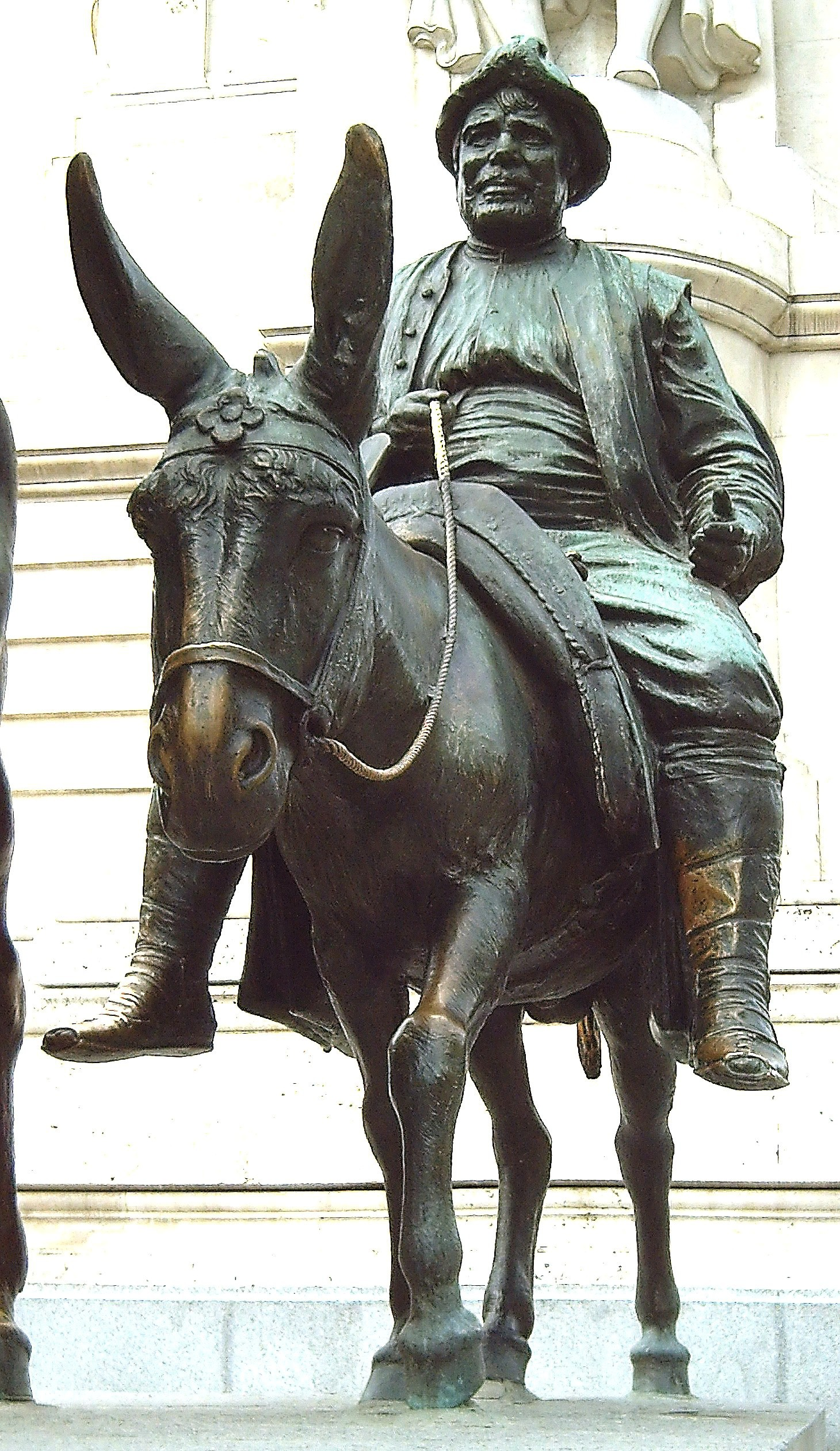
Статуя Санчо Панси в Мадриді

Са́нчо Па́нса (ісп. Sancho Panza) — вигаданий персонаж з роману Міґеля де Сервантеса «Хитромудрий гідальго Дон Кіхот з Ламанчі» (1605—1616 рр.). Кастильський селянин, котрого Дон Кіхот вмовив стати його особистим зброєносцем, пообіцявши йому незліченні багатства, які він завоює в боях. Дон Кіхотом разом із Санчо Панса (в іспанській мові слово «панса» означає «черево») — пара пародійних персонажів: худий і довгов'язий Дон Кіхот поряд з низеньким товстуном зброєносцем справляють комічне враження своєю протилежністю. Захоплений та довірливий, але в той же час приземлений, розсудливий і неосвічений, обачливий і недалекий Санчо — типовий селянин, вкорінений в чуттєву стихію народного життя. Відмовився від поста Губернатора, коли Дон Кіхот запропонував йому його.